# Angraecum acutipetalum
Angraecum acutipetalum Schltr., 1916 è una pianta della famiglia delle Orchidacee, endemica del Madagascar.

## Descrizione
È una piccola orchidea epifita priva di pseudobulbi, con fusto lungo 10–12 cm, a crescita monopodiale. Le foglie, da 5 a 9, sono lunghe 4–12 cm e larghe 5–10 mm. I fiori, molto odorosi, piccoli, carnosi, verdi con labello bianco, dotato di sperone lungo circa 5 mm, sono riuniti in infiorescenze racemose che originano dalle ascelle foliari, portanti da 2 a 5 fiori. Fiorisce da settembre a gennaio.

## Riproduzione
Al pari della maggior parte delle specie di Angraecum si ritiene che anche questa specie si riproduca grazie alla impollinazione entomofila da parte di farfalle notturne della famiglia Sphingidae, anche se lo specifico lepidottero impollinatore non è stato identificato con certezza.

## Distribuzione e habitat
La specie è diffusa nelle foreste tropicali del Madagascar centrale, ad altitudini comprese tra 1000 e 2000 m s.l.m.

## Tassonomia
Sono note le seguenti varietà:
- Angraecum acutipetalum var. analabeensis H.Perrier ex Hermans, 2007
- Angraecum acutipetalum var. ankeranae H.Perrier ex Hermans, 2007